# حوش قيصر
حوش قيصر هي إحدى القرى اللبنانية من قرى قضاء زحلة في محافظة البقاع.